# Berberis goudotii
Berberis goudotii är en berberisväxtart som beskrevs av José Jéronimo Triana och Planch.. Berberis goudotii ingår i släktet berberisar, och familjen berberisväxter. Inga underarter finns listade i Catalogue of Life.